# Regeringen Ivanisjvili
Regeringen Ivanisjvili var regeringen i Georgien, med Bidzina Ivanisjvili som dess ledare genom att han var Georgiens premiärminister. Regeringen bildades genom medlemmar ur Bidzinas koalition, Georgiska drömmen, som vann det georgiska parlamentsvalet den 1 oktober 2012. Regeringen godkändes av Georgiens parlament den 25 oktober 2012. Regeringen upplöstes den 2 november 2013.

## Lista över ministrar
| Titel                                                                                     | Minister                      | Period                                              | Parti                                                                   |
| ----------------------------------------------------------------------------------------- | ----------------------------- | --------------------------------------------------- | ----------------------------------------------------------------------- |
| Premiärminister                                                                           | Bidzina Ivanisjvili           | 25 oktober 2012 –                                   | Georgisk dröm – demokratiska Georgien                                   |
| Vice premiärminister                                                                      | Irakli Alasania Kacha Kaladze | 25 oktober 2012 – 23 januari 2013 25 oktober 2012 – | Vårt Georgien – Fria Demokraterna Georgisk dröm – demokratiska Georgien |
| Finansminister                                                                            | Nodar Chaduri                 | 25 oktober 2012 –                                   | Georgisk dröm – demokratiska Georgien                                   |
| Minister för ekonomi och hållbar utveckling                                               | Giorgi Kvirikashvili          | 25 oktober 2012 –                                   | Partilös                                                                |
| Energiminister                                                                            | Kacha Kaladze                 | 25 oktober 2012 –                                   | Georgisk dröm – demokratiska Georgien                                   |
| Hälso- arbetskraft- och socialminister                                                    | Davit Sergejenko              | 25 oktober 2012 –                                   | Partilös                                                                |
| Inrikesminister                                                                           | Irakli Gharibasjvili          | 25 oktober 2012 –                                   | Georgisk dröm – demokratiska Georgien                                   |
| Justitieminister                                                                          | Tea Tsulukiani                | 25 oktober 2012 –                                   | Vårt Georgien – Fria Demokraterna                                       |
| Utrikesminister                                                                           | Maia Pandzjikidze             | 25 oktober 2012 –                                   | Georgisk dröm – demokratiska Georgien                                   |
| Utbildnings- och forskningsminister                                                       | Giorgi Margvelasjvili         | 25 oktober 2012 – 18 juli 2013                      | Partilös                                                                |
| Utbildnings- och forskningsminister                                                       | Tamar Sanikadze               | 18 juli 2013 –                                      | Partilös                                                                |
| Minister för inrikes tvångsförflyttade från ockuperade territorier, boende och flyktingar | Davit Darachvelidze           | 25 oktober 2012 –                                   | Nationellt forum                                                        |
| Försvarsminister                                                                          | Irakli Alasania               | 25 oktober 2012 –                                   | Vårt Georgien – Fria Demokraterna                                       |
| Miljöskydd- och naturresursminister                                                       | Chatuna Gogoladze             | 25 oktober 2012 –                                   | Partilös                                                                |
| Jordbruksminister                                                                         | Davit Kirvalidze              | 25 oktober 2012 – 2 maj 2013                        | Partilös                                                                |
| Jordbruksminister                                                                         | Sjalva Pipia                  | 24 maj 2013 –                                       | ?                                                                       |
| Kriminalvårdsminister                                                                     | Sozar Subari                  | 25 oktober 2012 –                                   | Georgisk dröm – demokratiska Georgien                                   |
| Kultur- och monumentskyddsminister                                                        | Guram Odisjaria               | 25 oktober 2012 –                                   | Georgisk dröm – demokratiska Georgien                                   |
| Idrotts- och ungdomsminister                                                              | Levan Kipiani                 | 25 oktober 2012 –                                   | Georgisk dröm – demokratiska Georgien                                   |
| Minister för Euro-Atlantiska integrationen                                                | Aleksi Petriasjvili           | 25 oktober 2012 –                                   | Vårt Georgien – Fria Demokraterna                                       |
| Återintegrationsminister                                                                  | Paata Zakareisjvili           | 25 oktober 2012 –                                   | Georgiens republikanska parti                                           |
| Minister för diasporaärenden                                                              | Kote Surguladze               | 25 oktober 2012 –                                   | Vårt Georgien – Fria Demokraterna                                       |
| Anställningsminister                                                                      | Kacha Sakandelidze            | 25 oktober 2012 –                                   | Partilös                                                                |